# بهيلاي
بهيلاي (بالهندية: भिलाई) مدينة تقع في ولاية تشاتيسغار شرق وسط الهند تقع على بعد 32 ك م إلى الغرب من عاصمة الولاية مدينة رايبور، يوجد بها مصنع لإنتاج القضبان الحديدية التي تستعمل للسكك الحديدية للقطارات، بُني المصنع سنة 1950 وتم إنجازة سنة 1957 بمساعدة من الاتحاد السوفياتي.
حسب التعداد السكاني لعام 2011 بلغ عدد سكان المدينة وضواحيها مليون و60 ألف نسمة، تمتاز المدينة بمناخها المعتدل في الشتاء، شديد الحرارة في الصيف.

## صور

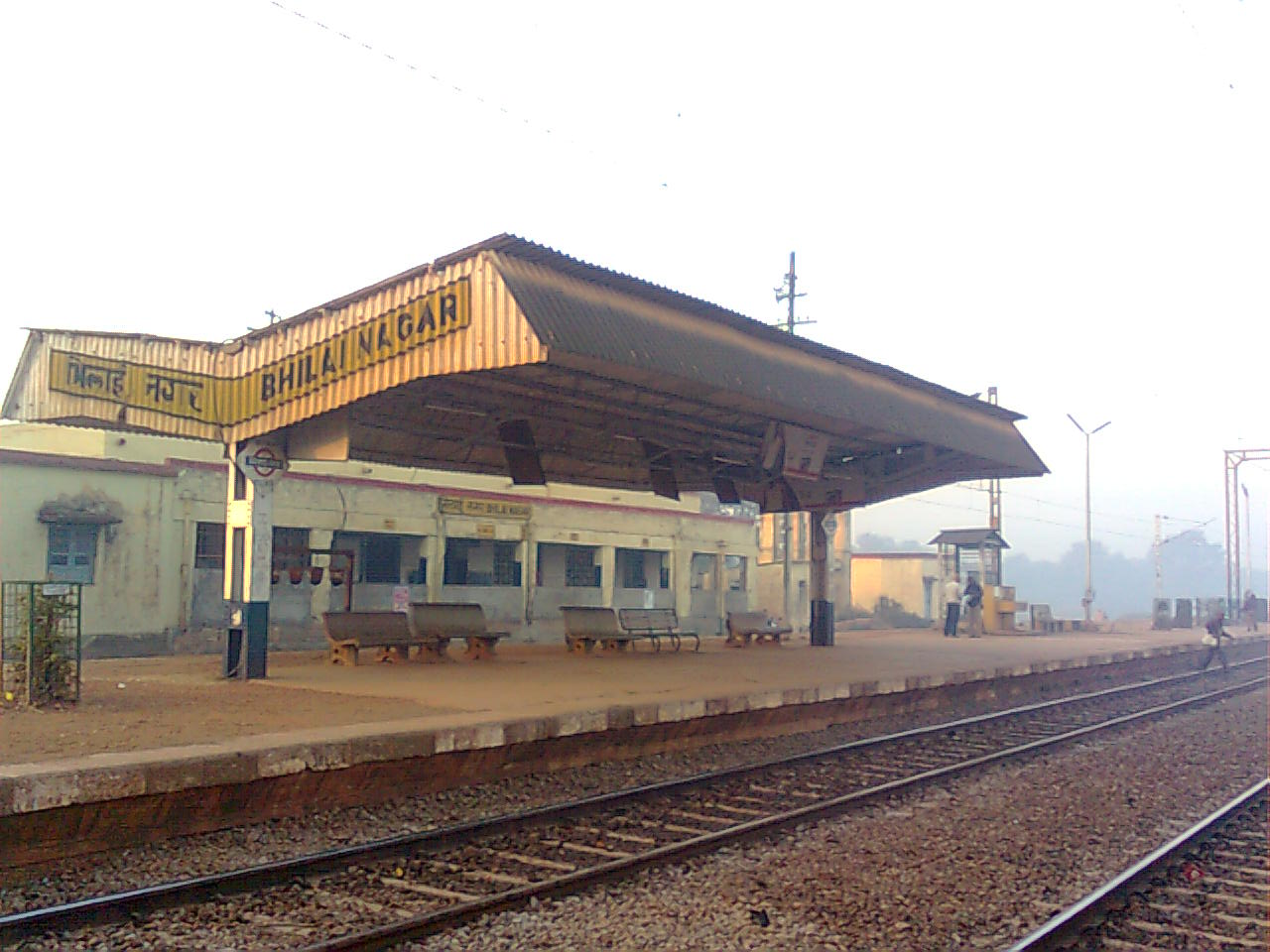
محطة سكة القطار في المدينة

## أعلام
- أنوراغ باسو